# シャイニング・フォースCD
『シャイニング・フォースCD』は、1994年7月22日にMEGA-CDで発売されたオムニバスゲーム集。
ゲームギアで発売された『シャイニング・フォース外伝 遠征・邪神の国へ』と『シャイニング・フォース外伝II 邪神の覚醒』のカップリング版である。
単なるカップリング移植ではなく、新たなシナリオが追加され、4段階の難易度設定がある。
CD-DAでBGMが収録されており、音楽CDと同等の音楽がゲーム中で流れる仕様である。その他のシンセサイザー音源は効果音のみに用いられている。
一部、戦闘モーションがゲームギア版からシンプルなものに変更されている。(シュウ等)

## 物語
外伝I
「シャイニングフォース」の世界から20年後が舞台。邪悪な神官に操られたサイブレス国により、ガーディアナ国の平穏な暮らしは打ち破られてしまう。ルーン大陸の平和を守るため、光の軍勢の意思を引き継ぐ者達の戦いが始まる。
外伝II
サイブレスを裏から操っていたのはイ・オム国であった。邪神を崇め、その復活を策謀しているイ・オム国。邪悪な野望を打ち砕くため、再び光の軍勢は戦いの嵐に巻き込まれて行く。『外伝I』で活躍したキャラクター達も、様々な形で登場する。
追加要素
ゲームギア版にはなかったシナリオが追加され三部作として完結するようになっている。
(外伝Ⅰ、Ⅱの全キャラクターから出撃キャラクターを選択する事が可能。)

## 移植版
| No. | タイトル                 | 発売日             | 対応機種                               | 開発元   | 発売元 | メディア         | 型式              | 備考 |
| --- | ------------------------ | ------------------ | -------------------------------------- | -------- | ------ | ---------------- | ----------------- | ---- |
| 1   | シャイニング・フォースCD | INT 2022年10月27日 | メガドライブ ミニ2 SEGA Genesis Mini 2 | エムツー | セガ   | プリインストール | HAA-2524 MK-16310 |      |